# Yves Le Roy
Yves Le Roy, né le 23 février 1951 à Paris, est un athlète français, spécialiste du décathlon, licencié à l’US Métro Transport (USMT Paris).
Il a eu comme entraîneur Christian Denis.
Dans les années 1970, il était salarié de la R.AT.P.

## Palmarès
- Médaille d'argent du décathlon lors des championnats d'Europe 1974, à Rome.
- 2e en Coupe d'Europe des épreuves combinées individuelles en 1973
- 12e aux Jeux olympiques en 1972
- Champion de France de décathlon à 8 reprises, en 1971, 1972, 1973, 1974, 1977, 1978 et 1981
- Champion de France d’heptathlon en salle en 1982
- Champion de France Junior de décathlon en 1969
- 22 sélections en équipe de France A, de 1971 à 1979 (et 6 en juniors)

## Records
- Recordman de France à 6 reprises (sur 8 années), en 1971, 1972, 1973 à 2 reprises, et 1974 à 2 reprises, dont 8 229 pts
- Recordman de France junior de décathlon en 1970

Records personnels
- 100 m : 10 s 6
- longueur : 7,84 m
- poids : 15,65 m
- hauteur : 2,00 m
- 400 m : 48 s 36
- 110 m haies : 14 s 6
- disque : 54,12 m
- perche : 5,20 m
- javelot : 66,00 m
- 1 500 m : 4 min 35 s 5

- Recordman de France à 6 reprises (sur 8 années), en 1971, 1972, 1973 à 2 reprises, et 1974 à 2 reprises, dont 8 229 pts
- Recordman de France junior de décathlon en 1970